# مارين فروم
مارين فروم (بالألمانية: Maren Fromm)‏ (و. 1986  م) هي لاعبة كرة طائرة ألمانية، ولدت في فيلهلمسهافن، مركز لعبها هو ضاربة خارجية.

## روابط خارجية
- مارين فروم على موقع الاتحاد الأوروبي (الإنجليزية)
- مارين فروم على موقع عالم الكرة الطائرة (الإنجليزية)
- مارين فروم على موقع دوري الدرجة الأولى الإيطالي للكرة الطائرة - سيدات (الإيطالية)
- مارين فروم على موقع اللجنة الأولمبية الألمانية (الألمانية)